# Lovers (7!!)
Lovers (ラヴァーズ?, Ravu~āzu) è un brano musicale del gruppo musicale J-pop giapponese 7!!, pubblicato il 29 giugno 2011 come loro secondo singolo. Il brano è stato utilizzato come nona sigla di apertura degli episodi dal 206 al 230 dell'anime Naruto Shippuden. Il singolo è arrivato alla ventiseiesima posizione della classifica Oricon dei singoli più venduti in Giappone

## Tracce
CD singolo ESCL-3659
1. Lovers (ラヴァーズ)
2. Primitive Power (プリミティヴ・パワー)
3. Lovers (Instrumental) (ラヴァーズ)

## Classifiche
| Classifica (2009) | Posizione massima |
| ----------------- | ----------------- |
| Giappone (Oricon) | 26                |